# Леоненко, Иван Фёдорович
Иван Фёдорович Леоненко (2 июня 1928, Новая Маячка, Херсонский округ — 18 сентября 2017) — украинский тренер по бегу. Заслуженный тренер СССР (1990) и Украинской ССР (1963).

## Биография
Родился 2 июня 1928 года в селе Новая Маячка Херсонская область Украинской ССР.
Окончил Киевский ГИФК (1951).
В 1968—1972 годах привлекался к работе в сборной команде СССР как старший тренер по бегу на средние дистанции среди женщин, в 1978—1981 годах — среди мужчин. Тренер сборной СССР на Олимпийских играх 1972, 1980.
Подготовил олимпийскую чемпионку Людмилу Лысенко.
В 1985—2000 годах — заведующий кафедрой лёгкой атлетики Национального университета по физическому воспитанию и спорту Украины.
Указом Президента Украины от 14 февраля 1996 года, присвоена государственная стипендия как выдающемуся деятелю физической культуры и спорту.
Умер 18 сентября 2017 года.

## Награды
- Медаль «За трудовое отличие» (16.09.1960) — за успешные выступления в XVII летних и VIII зимних Олимпийских играх 1960 года, а также за выдающиеся спортивные достижения[2]